# ミッショナリー・マン
「ミッショナリー・マン」(Missionary Man)は、ユーリズミックスが1986年にリリースした楽曲。5枚目のスタジオ・アルバム『リヴェンジ』からイギリスでは4枚目、北米では1枚目のシングルとして発売された。
第29回グラミー賞において最優秀ロック・パフォーマンス賞（デュオ・グループ部門）を受賞した。
Billboard Hot 100では16週チャートに入った（最高位は14位）。

## 収録曲
日本盤 7" シングル
1. ミッショナリー・マン
2. イン・ジス・タウン

日本盤 12" シングル
1. ミッショナリー・マン（エクステンデッド・ミックス）- 6:50
2. ソーン・イン・マイ・サイド（エクステンデッド・ミックス）- 6:54
3. イン・ジス・タウン - 3:50

## チャート
| チャート (1986–1987年)                | 最高位 |
| ------------------------------------- | ------ |
| オーストラリア (Kent Music Report)    | 9      |
| ベルギー (Ultratop 50 Flanders)       | 34     |
| カナダ トップシングルス (RPM)         | 13     |
| ヨーロッパ (European Hot 100 Singles) | 78     |
| アイルランド (IRMA)                   | 13     |
| オランダ (Single Top 100)             | 77     |
| ニュージーランド (Recorded Music NZ)  | 12     |
| UK シングルス (OCC)                   | 31     |
| US Billboard Hot 100                  | 14     |
| US Dance Club Songs (Billboard)       | 6      |
| US Dance Singles Sales (Billboard)    | 18     |
| US Mainstream Rock (Billboard)        | 1      |
| US Cash Box Top 100 Singles           | 15     |

| チャート (1986年) | 順位 |
| ----------------- | ---- |
| カナダ (RPM)      | 93   |